# 高政
株式会社髙政（たかまさ）は、宮城県牡鹿郡女川町に本社のある水産加工品メーカー。
揚げかまぼこ等の魚肉練り製品の製造・販売を行う。電源立地地域に位置し、製造工場はオール電化を採用している。日本フットボールリーグのコバルトーレ女川のオフィシャルスポンサーとして、クラブ創設時よりユニフォーム胸部分にロゴを掲示している。ももいろクローバーZ JAPAN TOUR 2013「GOUNN」宮城公演において冠スポンサーとなった。

## 沿革
- 1937年4月 - 創業者高橋政助により、現在の石巻市沢田にて鮮魚販売業創業。
- 1945年6月 - 女川町鷲神浜にて、鰹節の製造を開始。
- 1971年6月 - すり身の製造を開始。
- 1973年12月 - 資本金500万をもって、株式会社に改組。
- 1981年8月 - 工場を女川町浦宿浜に移転。
- 1994年4月 - 笹かまぼこ等の魚肉練り製品製造開始。
- 2011年
  - 3月 - 東日本大震災発生。高台に位置する新工場は津波の被害を免れた。翌日には倉庫にあった材料から冷えたかまぼこを、9日後からは熱々の揚げかまぼこを避難所に届ける取り組みが行われた[4]。
  - 9月 - 万石工場・女川本店「万石の里」完成。隣接する旧工場は被災した女川町内の水産企業4社に貸し出された[5]。
- 2017年11月 - 平成29年度(第56回)農林水産祭にて天皇杯を受賞。

## 工場
- 本社工場（旧浦宿工場） - 宮城県牡鹿郡女川町浦宿浜字浦宿81-36、魚肉すり身製造部門。
- 万石工場 - 宮城県牡鹿郡女川町浦宿浜字浜田21番地、2011年9月1日稼働開始、魚肉練り製品製造販売部門。

## 主な製品
- あげかま（揚げかまぼこ）
- 笹かまぼこ
- 蒸しかまぼこ